# Корпи (озеро)
Корпи — озеро на территории Лендерского сельского поселения Муезерского района Республики Карелия.

## Общие сведения
Площадь озера — 0,5 км². Располагается на высоте 224,8 метров над уровнем моря.
Форма озера продолговатая, вытянуто с северо-запада на юго-восток. Берега преимущественно заболоченные.
Из юго-восточной оконечности озера вытекает река Киви, втекающая в реку Сула.
Населённые пункты возле озера отсутствуют.
Код водного объекта в государственном водном реестре — 01050000111102000010168.